# Harris' zaaguil
De Harris' zaaguil (Aegolius harrisii) is een uil die deel uitmaakt van de familie van echte uilen, Strigidae, en het geslacht Aegolius. Deze vogel is genoemd naar de Amerikaanse ornitholoog Edward Harris (1799-1863).

## Verspreiding en leefgebied
Deze soort komt voor in oostelijk en centraal Zuid-Amerika en telt drie ondersoorten:
- A. h. harrisii: van Colombia tot Venezuela, Ecuador en Peru.
- A. h. iheringi: Paraguay, zuidoostelijk Brazilië, Uruguay en noordoostelijk Argentinië.
- A. h. dabbenei: westelijk Bolivia en noordwestelijk Argentinië.